# Jaidon Anthony
Jaidon Anthony (Hackney, Inglaterra, Reino Unido, 1 de diciembre de 1999) es un futbolista inglés. Juega de delantero y su equipo es el Burnley F. C. de la Premier League.

## Trayectoria
Nacido en Hackney, Londres, pasó gran parte de su etapa formativa en el Arsenal F. C., algunos de sus compañeros fueron Emile Smith Rowe y  Reiss Nelson. En 2016 entró a la cantera del AFC Bournemouth.
Ya promovido al primer equipo en la temporada 2019-20, fue enviado a préstamo al Weymouth F. C. de la National League South el 31 de enero de 2020.
Debutó con el Bournemouth el 2 diciembre de ese año ante el Preston North End F. C.; en el encuentro, que terminó 2-3, asistió a Sam Surridge en uno de los goles.

## Estadísticas
Actualizado al último partido disputado el 3 de mayo de 2025.
| Club                          | Div.          | Temporada     | Liga  | Liga  | Copas nacionales | Copas nacionales | Total | Total |
| Club                          | Div.          | Temporada     | Part. | Goles | Part.            | Goles            | Part. | Goles |
| ----------------------------- | ------------- | ------------- | ----- | ----- | ---------------- | ---------------- | ----- | ----- |
| Weymouth F. C. Inglaterra     | 6.ª           | 2019-20       | 5     | 1     | —                | —                | 5     | 1     |
| Weymouth F. C. Inglaterra     | Total club    | Total club    | 5     | 1     | 0                | 0                | 5     | 1     |
| AFC Bournemouth Inglaterra    | 2.ª           | 2020-21       | 5     | 0     | 2                | 0                | 7     | 0     |
| AFC Bournemouth Inglaterra    | 2.ª           | 2021-22       | 45    | 8     | 3                | 0                | 48    | 8     |
| AFC Bournemouth Inglaterra    | 1.ª           | 2022-23       | 30    | 2     | 4                | 1                | 34    | 3     |
| AFC Bournemouth Inglaterra    | 1.ª           | 2023-24       | 3     | 0     | 1                | 0                | 4     | 0     |
| AFC Bournemouth Inglaterra    | Total club    | Total club    | 83    | 10    | 10               | 1                | 93    | 11    |
| Leeds United F. C. Inglaterra | 2.ª           | 2023-24       | 34    | 1     | 4                | 1                | 38    | 2     |
| Leeds United F. C. Inglaterra | Total club    | Total club    | 34    | 1     | 4                | 1                | 38    | 2     |
| Burnley F. C. Inglaterra      | 2.ª           | 2024-25       | 43    | 8     | 0                | 0                | 43    | 8     |
| Burnley F. C. Inglaterra      | Total club    | Total club    | 43    | 8     | 0                | 0                | 43    | 8     |
| Total carrera                 | Total carrera | Total carrera | 165   | 20    | 14               | 2                | 179   | 22    |
| 1.                            |               |               |       |       |                  |                  |       |       |